# مجريون
المجريون (بالمجريَّة: magyarok) أو الهنغاريون هم أمة ومجموعة عرقية أصلية ومقيمة في المجر والأراضي المجرية التاريخية التي تشترك في ثقافة وتاريخ مشترك وتتحدث باللغة المجرية. وينتمون إلى شعوب الأوراليك الناطقة.
هناك ما يقدر بحوالي 14.2 إلى 14.5 مليون مجري عرقي وأحفادهم في جميع أنحاء العالم، منهم 9.6 مليون يعيشون في المجر اليوم (اعتباراً من عام 2016). ويعيش حوالي 2.2 مليون مجري في مناطق كانت جزءاً من مملكة المجر قبل معاهدة تريانون في عام 1920 وهي الآن أجزاء من الدول السبعة المجاورة للمجر، خاصةً سلوفاكيا وأوكرانيا ورومانيا وصربيا وكرواتيا وسلوفينيا والنمسا. وتعيش مجموعات كبيرة من الأشخاص ذوي أصول مجرية في أجزاء أخرى مختلفة من العالم، معظمهم في الولايات المتحدة وكندا وألمانيا وفرنسا والمملكة المتحدة والبرازيل وأستراليا والأرجنتين. ويعتنق أغلب المجريون المسيحية ديناً على مذهب الرومانية الكاثوليكية إلى جانب أقلية بروتستانتية كالفينية وتوحيدية.
المجريون أو الهنغاريون المصطلحات استخدمت بشكل رئيسي في سياق تاريخي (وخاصة لفترات قبل القرن العاشر ميلادي) و من قبل اللغويين. ويمكن تصنيف المجريين إلى عدة مجموعات فرعية وفقاً للخصائص اللغوية والثقافية المحلية؛ تتضمن المجموعات الفرعية ذات الهويات المتميزة.

## مناطق الوجود
يشكل المجريون نسبة 94% من سكان المجر وحوالي 7% من سكان رومانيا ومن مناطق وجودهم أيضا دول البلقان وسلوفاكيا.

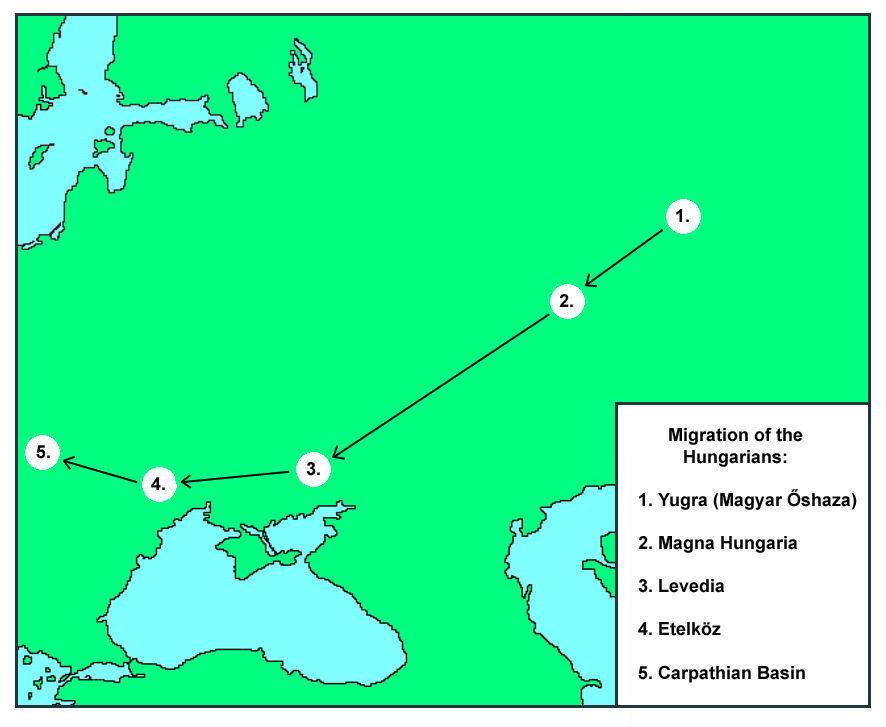
هجرة المجريين من موطنهم الأم المزعوم في روسيا عام 895
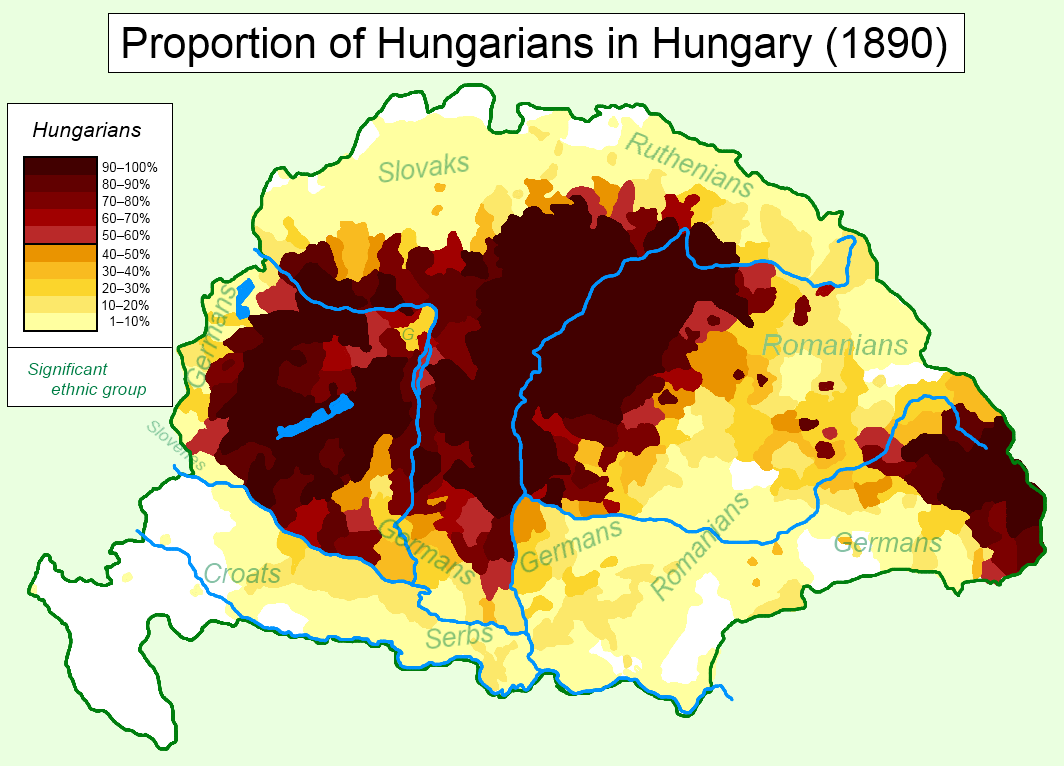
المجريون في المجر عام 1890
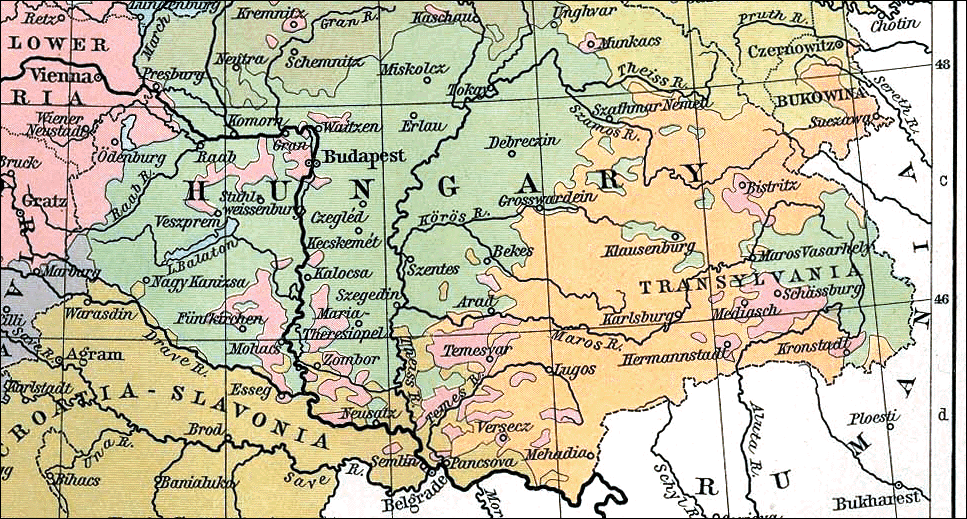
المجريون في الإمبراطورية النمساوية المجرية عام 1911
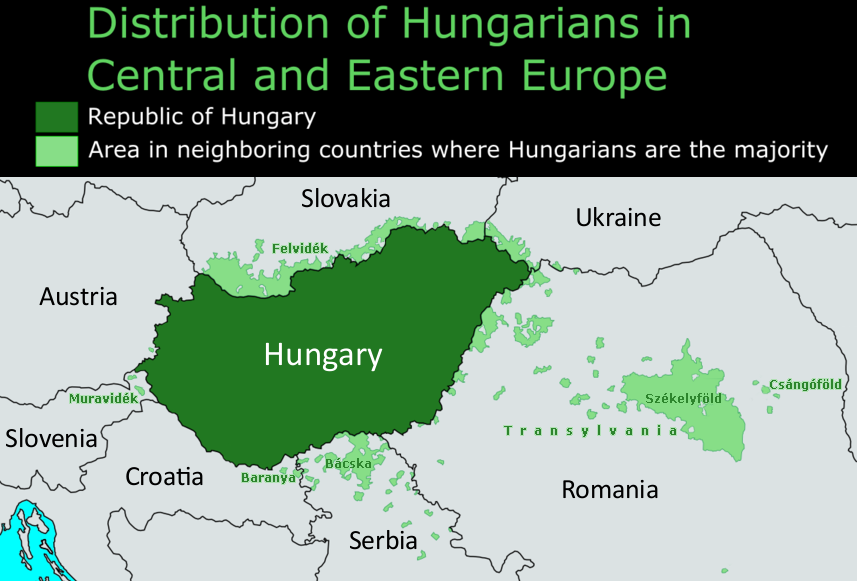
المجريون خارج المجر

## التاريخ

### الأصل
تدعم الدراسات الحديثة وجود أصلٍ للّغات الأورالية ومتحدثيها (بمن فيهم المجريين الأوائل) في سيبيريا الشرقية أو الوسطى، في مكان ما بين نهري أوب ويينيسي أو قرب جبال سايان في المنطقة الحدودية بين روسيا ومنغوليا. وجدت دراسة أُجريت عام 2019 ومبنية على علم الوراثة وعلم الآثار وعلم اللغويات، أن المتحدثين الأوراليين الأوائل جاؤوا من الشرق، تحديدًا من سيبيريا الشرقية، وتوزعوا على مناطق عدة شمالًا وغربًا.

### ما قبل القرن الرابع الميلادي
خلال الألفية الرابعة قبل الميلاد، انقسمت الشعوب المتحدثة باللغة الأورالية والتي كانت تعيش في المناطق الجنوبية والوسطى من منطقة جبال الأورال. توزع بعضهم باتجاه الغرب والشمال الغربي وتعاملوا مع المتحدثين باللغة الإيرانية الذين كانوا ينتشرون باتجاه الشمال. على الأقل منذ عام 2000 قبل الميلاد وما بعد، أصبح المتحدثون باللغات الأوغرية مميزين عن بقية المجتمع المتحدث باللغة الأورالية، وكانت أغلبيتهم من أحفاد المجريين الذين يسكنون أقصى الجنوب. بالنظر إلى الدليل الآتي من أكوام المدافن ومواقع الاستيطان، فقد تفاعلوا مع الثقافة الأندرونوفية الهندية الإيرانية.

### من القرن الرابع الميلادي إلى نحو عام 830

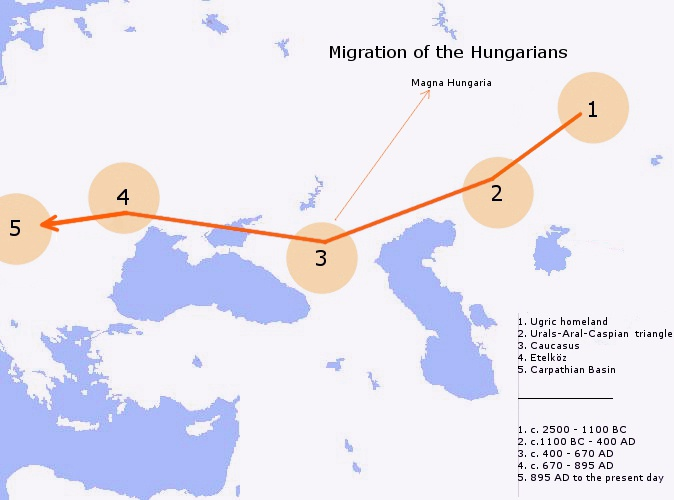
خريطة تظهر هجرة المجريين من أواسط سيبيريا اليوم حتى وصولهم إلى المجر الحالية.

في القرنين الرابع والخامس الميلاديين، انتقل المجريون من غرب الجبال الأورالية إلى المنطقة الواقعة بين جبال الأورال الجنوبية ونهر الفولغا والمعروفة باسم باشكيريا (باشكورستان) وبيرم كراي. في أوائل القرن الثامن الميلادي، انتقل بعض المجريون إلى محيط نهر الدون وهي منطقة بين أنهار الفولغا والدون وسيفيرسكي دونيتس. في الوقت نفسه، ظل نسل هؤلاء المجريون، الذين مكثوا في باشكيريا، هناك حتى أواخر عام 1241م.
كان المجريون الموجودون حول نهر الدون خاضعين لخاقانية (إمبراطورية) الخزر. كان جيرانهم من حضارة السالتوف الأثرية، منهم البلغار (البلغار البدو، الأونوغور) والألانيين، الذين تعلموا منهم البستنة وقواعد تربية الماشية والزراعة. يُرينا التراث أن المجريين كانوا مُنظمين في كونفدرالية من سبعة جماعات. كانت أسماء الجماعات السبعة: جينو، كير، كيزي، كورت، جيرمات، ميجر، نايك، تارجان.

### من نحو عام 830 إلى نحو عام 895
نحو عام 830، انفجرت ثورة في خاقانية الخزر. كنتيجة لذلك، انضمت ثلاثة من قبائل الكابار الخزرية إلى المجريين وانتقلوا إلى ما يسميه الهنغاريون الإيتلكوز، وهي أرض بين جبال الكاربات ونهر الدنيبر. واجه المجريون أول اعتداء عليهم من قِبل البجناك (البجانكة) نحو عام 854، لكن تقول مصادر أخرى أن هجوم البجناك كان السبب وراء رحيلهم إلى الإيتلكوز. كان الجيران الجدد للمجريين هم الفارانجيون والسلافيون الشرقيون. من عام 862 وما بعد، بدأ المجريون (المشار إليهم أساسًا بالأونغري) إلى جانب حلفائهم، الكابار، سلسلة من غارات النهب من الإيلكتوز إلى حوض الكاربات، كانت في غالبها ضد الإمبراطورية الفرنجية الشرقية (ألمانيا) ومورافيا العظمى، وأيضًا ضد إمارة البالاتون وبلغاريا.

### الدخول إلى حوض الكاربات ابتداءً من نحو 895
في عام 895 / 896، تحت قيادة أرباد، عبر بعض المجريين جبال الكاربات ودخلوا حوض الكاربات. كانت القبيلة التي تدعى المجر هي القبيلة القائدة للتحالف الهنغاري الذي احتل وسط الحوض. في نفس الوقت (نحو عام 895)، بسبب انخراطهم في الحرب البيزنطية البلغارية 894 - 896، هوجم المجريون في إيتلكوز من قِبل بلغاريا وبعدها من قِبل أعدائهم القدماء البجناك. فاز البلغاريون بمعركة نهر بوه الجنوبي الحاسمة. من غير المؤكد فيما إذا كانت هذه النزاعات هي السبب وراء الخروج المجري من إتيلكوز أم لا.
من منطقة تيسا العلوية لحوض الكاربات، كثّف الهنغاريون غارات النهب عبر القارة الأوروبية. في عام 900، انتقلوا من المنطقة العلوية لنهر تيسا إلى ترانسدانوبيا (بانونيا)، التي أصبحت لاحقًا مركز الدولة المجرية الناشئة. في فترة الهجرة المجرية، كانت الأرض مأهولة بتعداد سكاني ضئيل من السلافيين، عددهم نحو 200,000، الذين كانوا إما مُتشبّهين بالمجريين أو مستعبدين من قِبلهم.
تشير الاكتشافات الأثرية (كتلك في المدينة البولندية برزيميسل) إلى أن العديد من المجريين ظلوا إلى شمال جبال الكاربات بعد 896/895. هناك أيضًا تعداد سكاني مجري ثابت في ترانسيلفانيا، وهم السيكليسيين الذين يشكلون 40% من المجريين في رومانيا. أصل شعب السيكلي، وعلى وجه الخصوص وقت استيطانهم في ترانسلفانيا، هو موضوع جدل تاريخي.

### بعد عام 900
في عام 907، دمر الهنغاريون جيشًا بافاريًا في معركة بريسبورغ وجعلوا الأراضي التي هي اليوم ألمانيا وفرنسا وإيطاليا مفتوحة أمام الغارات المجرية، التي كانت سريعة ومدمرة. هزم المجريون الجيش الإمبراطوري للودفيش الطفل، ابن أرنولف من كارينثيا وآخر سليل شرعي للفرع الألماني من أسرة شارلمان، قرب أوغوسبورغ عام 910. من عام 917 إلى 925، أغار الهنغاريون على بازل وألزاس وبورغوندي وساكسونيا وبروفنس. صُدّ التوسع المجري في معركة ليشفيلد عام 955، ووُضع حد لغاراتهم على أوروبا الغربية، لكن استمرت الغارات على شبه جزيرة البلقان حتى عام 970، أقر البابا الاستيطان المجري في المنطقة حين تحول قادتهم إلى الدين المسيحي، وتُوّج القديس ستيفين الأول ملكًا على المجر عام 1001. هيمنت على الفترة الممتدة بين وصول المجريين من سهول أوروبا الشرقية وتوحيد مملكة المجر عام 1001، حملات النهب عبر أوروبا، من دانيا (الدنمارك) إلى شبه الجزيرة الإيبيرية (حاليًا إسبانيا والبرتغال). بعد قبول الأمة المجرية ضمن أوروبا المسيحية تحت حكم ستيفين الأول، أصبحت المجر بمثابة حصن ضد غزوات أخرى من الشرق والجنوب، خصوصًا من قبل الأتراك لاحقاً.
في ذلك الوقت، بلغ عدد أفراد الأمة المجرية نحو 400,000 شخص.

### الفترة الحديثة الأولى حتى الحاضر
أُجريت القياسات الدقيقة الأولى للتعداد السكاني لمملكة المجر بما فيها من تركيبات اثنية عام 1850 – 1851. هناك جدال بين المؤرخين المجريين وغير المجريين (خصوصًا السلوفاكيين والرومانيين) حول التغييرات المحتملة في البنية الاثنية للمنطقة عبر التاريخ. يدعم بعض المؤرخون النظرية التي تقول إن نسبة المجريين في حوض الكاربات كانت ثابتة تقريبًا 80% خلال العصور الوسطى. بالكاد بلغ عدد غير المجريين 20% إلى 25% من تعداد السكان الكلي. لم يبدأ التعداد السكاني المجري بالتناقص إلا عند الغزو العثماني، إذ انخفض إلى أقل من 39% تقريبًا بنهاية القرن الثامن عشر. تراجع عدد المجريين بسبب الحروب المستمرة والغارات العثمانية والمجاعات والأوبئة خلال الحكم العثماني الذي استمر لمئة وخمسين عامًا. كانت مناطق الحرب الرئيسية هي الأراضي المأهولة من قِبل المجريين، لذا استنفذهم عدد الوفيات بمعدل أعلى بكثير من الأمم الأخرى. في القرن الثامن عشر، انخفضت نسبتهم أكثر بسبب توافد مستوطنين جدد من أوروبا، خصوصًا السلوفاكيين والصرب والألمان. كنتيجة للاحتلال التركي وسياسات هابسبرغ الاستعمارية، شهدت البلاد تغييرًا كبيرًا في البنية الاثنية إذ تضاعف عدد سكانها أكثر من ثلاث مرات ووصل إلى 8 مليون بين عام 1720 وعام 1787، بينما كان 39% فقط من شعبها مجريًا، وعاش بشكل أساسي في وسط البلاد.
يجادل مؤرخون آخرون، سلوفاكيونن ورومانيون تحديدًا، بأن التغير الجذري في البنية الاثنية المفترضة من قِبل المؤرخين المجريين لم يحدث في الواقع. يقول المؤرخون أن المجريين مثلوا نحو 30 – 40% فقط من التعداد السكاني للمملكة منذ تأسيسها. هناك نقاش حاد بين المؤرخين المجريين والرومانيين حول التركيب الإثني لترانسلفانيا خلال هذه الأوقات.
في القرن التاسع عشر، زادت نسبة المجريين في مملكة المجر بشكل تدريجي، إذ بلغت 50% بحلول عام 1900 بسبب تزايد النمو السكاني الطبيعي وحصول عملية اكتساب واستيعاب ثقافي مجري. بين عام 1787 وعام 1910 ازداد تعداد الاثنية المجرية من 2.3 مليون إلى 10.2 مليون، وترافقت هذه الزيادة مع إعادة توطين السهل المجري الكبير وفويفودينا بشكل أساسي من المستوطنين المجريين الروم الكاثوليك من المقاطعات الشمالية والغربية من مملكة المجر. في عام 1715 (بعد الاحتلال العثماني)، كان السهل الجنوبي الكبير غير مأهول تقريبًا لكن يملك اليوم 1.3 مليون ساكن، كلهم مجريون تقريبًا.
كان الاستيعاب الثقافي التلقائي عاملًا مهمًا، خصوصًا بين الأقليات الألمانية واليهودية ومواطني المدن الكبيرة. في المقابل، غادر نحو 1.5 مليون شخص (حوالي ثلثين من غير المجريين) مملكة المجر بين 1890 و1910 هربًا من الفقر.